# Stazzona, Haute-Corse
Stazzona là một xã ở tỉnh Haute-Corse trên đảo Corse, Pháp. Xã này có diện tích 1,39 km², dân số năm 1999 là 33 người. Khu vực này có độ cao trung bình 546 mét trên mực nước biển.